# Manuel II Paleòleg
Manuel II Paleòleg (en llatí: Manuel II Paleologus, en grec Μανουήλ ὁ Παλαιολόγος) (1348-1425) fou emperador romà d'Orient del 1391 al 1425, recordat també pels seus escrits teològics. Durant el regnat del seu pare l'Imperi Romà d'Orient va passar a ser vassall de l'Imperi Otomà, tanmateix va gosar plantar cara, guerrejant contra els otomans i viatjant a Europa per demanar suport militar.

## De dèspota a emperador
Era el segon fill de Joan V Paleòleg i el germà d'Andrònic IV Paleòleg. A començaments del 1366 va acompanyar el seu pare, juntament amb un altre germà anomenat Miquel, a la cort de Lluís I d'Hongria a cercar suport militar contra l'amenaça otomana, aquest però va posar com a condició que renunciés a la seva fe i acceptés el catolicisme. De tornada, passant per territori búlgar, tots tres foren fets captius i no van ser alliberats fins a l'arribada del comte Amadeu VI de Savoia.
Després d'aquest ensurt, va ser nomenat dèspota de Tessalònica, la segona ciutat més important de l'imperi. El 1370 va vendre les seves possessions per pagar el rescat del seu pare quan aquest fou retingut a la República de Venècia en espera que pagués els seus deutes.
Manuel va estar lluitant contra l'avanç dels otomans als Balcans. Joan V, en lloc de donar-li suport en aquesta lluita, va pactar amb el soldà Murad I i va acordar sotmetre l'Imperi Romà d'Orient a vassallatge: haurien de pagar un tribut i participar en les seves guerres. En compliment d'aquest pacte, dos anys més tard, el maig del 1373, Manuel va haver d'anar a Àsia Menor a combatre al costat de Murad.
L'intent d'usurpació del tron pel seu germà Andrònic (1373) va fer que el pare el nomenés successor i va tenir el títol de coemperador en el període del 1376–1379. El 4 d'abril del 1390 el seu nebot Joan de Selímbria, fill d'Andrònic, va donar un cop d'estat: després d'un setge de 32 dies va deposar el seu avi i es va proclamar amb el nom de Joan VII Paleòleg.
Manuel Paleòleg va escapar de la presó d'Anema i va anar a demanar un exèrcit a Murad per deposar el seu nebot i tornar a entronitzar el seu pare Joan V; el soldà li va demanar a canvi augmentar el tribut que pagaven als otomans. Manuel també va rebre l'ajut dels venecians, que estaven en contra dels pactes que feia amb els genovesos. Joan VII i Andrònic es van refugiar a Galata, allà va morir Andrònic l'any 1385 i el soldà Baiazet I va confirmar Joan VII com a príncep de Selímbria i altres llocs el 17 de setembre del 1390).
Manuel es va veure forçat a participar en una campanya otomana contra Filadelfia, la darrera possessió romana d'Orient a Àsia Menor. El 1391, tan bon punt li va arribar la notícia que el seu pare havia mort, va escapar cap a Nicea per arribar a Constantinoble abans que el seu nebot Joan VII es pogués apoderar del tron i fou proclamat emperador com Manuel II Paleòleg.

### La pèrdua de Tessalònica
El 2 de novembre del 1382 Manuel va tornar a Tessalònica per recuperar el seu càrrec de dèspota. Va atacar els otomans que estaven assetjant Serres i els va derrotar, això va ser un incompliment de la política de submissió que havia adoptat el seu pare. El 19 de setembre del 1383 Serres es va rendir a Manuel i el general otomà, Khayr al-Din, va enviar un ultimàtum a Manuel demanant la rendició de Tessalònica, altrament, la ciutat seria assetjada i, un cop conquerida, els seus ciutadans serien massacrats. Manuel es va negar a rendir-se, va convocar tots els seus súbdits a la plaça del mercat i va incitar la població a defensar la ciutat dels otomans, donant ordre de reforçar les muralles. El setge de Tessalònica va començar l'octubre del 1383. La ciutat va resistir tres anys i mig amb l'esperança de rebre reforços d'Occident, que mai van arribar. Al final la moral dels ciutadans estava tan baixa que es començava a parlar de rendició. Manuel, disgustat i frustrat, va marxar cap a Lesbos el 6 d'abril del 1387, mentre Tessalònica es lliurava als otomans el 9 d'abril per tal d'evitar la massacre dels seus habitants. Durant el setge, el juny del 1385 li va arribar la notícia de la mort del seu germà Andrònic.

### Primer setge de Constantinoble i coronació
El pare, com a càstig per haver incomplert el pacte amb els otomans, el va obligar a viure a l'illa de Lemnos, on s'hi va estar dos anys. La fugida va molestar també al nou soldà Baiazet I que, sense declarar la guerra, va moure les tropes en direcció a la capital romana d'Orient i la va bloquejar, assegurant que no es retiraria fins a haver conquerit la ciutat i matat l'emperador i al seu lloc posaria a Joan VII. Finalment Joan V va amnistiar Manuel, el qual va sortir de Lemnos el 31 març del 1390 per ajudar el seu pare a superar el setge, però ja feia una mica tard perquè el 13 d'abril Joan VII fou entronitzat. Manuel i el seu pare es van amagar a la torre de la Porta Àurea i, quan va poder, Manuel va marxar cap a Lemnos on va aconseguir cinc galeres amb les quals es va presentar a Constantinoble el 25 d'agost. El 17 de setembre Joan V, va sortir de la torre on estava amagat i, amb un grup de fidels seus, va anar a capturar el seu net, el qual no tenia cap defensa preparada i va haver de fugir.
Quan Baiazet va saber que havien fet fora Joan VII, es va enrabiar i va cridar pare i fill a participar en la campanya militar per conquerir Filadelfia la tardor d'aquell any. El 16 de febrer del 1391 Joan V va morir de gota i Manuel era l'hereu escollit però hi havia el problema que estava vivint a Bursa, a la cort otomana, com a ostatge. Tot i saber que aixecaria la ira del soldà, la nit del 7 de març es va presentar a Constantinoble i es va fer coronar. Baiazet per humiliar-lo es va apoderar d'una barriada de la ciutat i allà hi va instal·lar una comunitat de mercaders musulmans els quals es governarien segons unes lleis pròpies. Pel maig del 1391, el soldà va reclamar la presència de Manuel en el seu exèrcit per combatre a la mar Negra.
A mitjan gener del 1392 Manuel va tornar a Constantinoble. El 10 de febrer es va celebrar el seu matrimoni amb Helena Dragaš, una princesa sèrbia, filla d'un vassall de Baiazet. L'11 de febrer tots dos van ser coronats, aquesta cerimònia va ser amb més festa i luxe que la primera coronació, sembla que amb l'objectiu d'aixecar la moral als seus súbdits.

## L'amenaça otomana i viatges per Europa
L'hivern dels 1393 al 1394 Baiazet va decidir eliminar els seus vassalls cristians: el seu pla era convocar-los a Serres, on estava acampat amb el seu exèrcit, i fer-los assassinar. Els convocats eren: Manuel, Teodor I Paleòleg dèspota de Morea, Constantí Dragaš, Joan VII i el rei serbi Stefan III. Cadascú va arribar pel seu compte, ignorant que els altres també estaven citats, però quan es van trobar sota la mateixa tenda i van saber que havia fet executar Miquel Xixman de Bulgària van sospitar la intenció del soldà. No se sap ben bé per què Baiazet I va canviar d'idea i es va limitar a recordar als seus vassalls quines eren les seves obligacions i que qualsevol desobediència equivaldria a una declaració de guerra. Dit això els va acomiadar.
Poc temps després, Manuel fou cridat per Baiazet, però no es va presentar per por de ser assassinat. El soldà, en resposta, va arrasar el territori romà d'Orient de Tràcia. Baiazet, assegurat per aquest costat, va decidir conquerir la resta de Grècia, governada en bona part per ducs hereus del romanent Imperi Llatí, dels quals el més important era el d'Atenes. Ocupat el ducat s'hi va establir un paixà i després va anar a assetjar Constantinoble. Entre el 1397 i l 1398 Manuel va enviar ambaixadors a diferents corts europees demanant socors, inclòs el papa. Els primers a arribar van ser els exèrcits hongaresos i després els francesos, comandats pel gran estrateg Jean II Le Meingre (també anomenat Boucicault), tots plegats es van presentar a la frontera otomana el 1399, cosa que va obligar Baiazet a aixecar el setge per defensar els seus propis territoris. Això va desbloquejar momentàniament la ciutat però l'estrateg francès va dir que calia més tropes si es pretenia una defensa efectiva i permanent. La batalla de Nicòpolis el 1396 va capgirar la situació altre cop: els europeus foren derrotats pels otomans i van tenir deu mil baixes; tot seguit Baiazet va tornar a Constantinoble i en lloc del bloqueig com abans la va assetjar estretament. Els romans d'Orient van resistir obstinadament. Llavors Manuel va marxar per implorar en persona l'ajut occidental, mentrestant va donar el govern de Constantinoble a Joan (Joan VII), i el va designar hereu, atès que els seus fills eren encara molt nens. Va visitar les corts d'Enric IV d'Anglaterra, Carles VI de França, Segimon I del Sacre Imperi Romanogermànic, Margarida I de Dinamarca, Martí d'Aragó i a tot arreu fou ben rebut però no tots li van fer costat. El rei anglès li va donar 4.000 lliures esterlines, però no li va poder facilitar soldats, ja que la situació política al seu país era delicada, El rei francès li va prometre encapçalar la croada però llavors va embogir a causa d'una malaltia i les seves promeses van quedar en poca cosa. Els altres li van donar moltes excuses.
El setembre del 1402 va arribar a París un missatger amb notícies de Constantinoble dient que Jean Le Meingre havia deixat la ciutat amb només 300 soldats perquè Baiazet havia estat derrotat i capturat per Tamerlà en la batalla d'Ankara del 28 de juliol del 1402.

## El retorn
El 1402 va tornar a Constantinoble. En la seva absència Joan havia tingut tots els poders i el reconeixement de Baiazet I i s'havien establert tres mesquites on els musulmans gaudien de llibertat de culte i a les quals Joan encara en va haver de permetre l'establiment d'una quarta; fins i tot els otomans van obtenir el privilegi d'establir un tribunal de justícia (mehkeme) amb un cadi per la seva gent, ja que una nombrosa colònia s'havia establert a Kiniki, al costat de Constantinoble. L'Imperi Romà d'Orient havia afegit deu mil ducats a l'any al tribut que ja pagava. Quan el final de l'imperi semblava imminent, Tamerlà va envair Àsia Menor i va neutralitzar per un temps el poder otomà en la batalla d'Ankara, en la qual Baiazet i el seu fill Musa van caure presoners del conqueridor centreasiàtic, i el soldà va morir poc després.
La derrota a Nicòpolis va convèncer Manuel d'anar a Europa occidental per demanar ajuda mentre Joan, amb qui s'havia reconciliat, liderava la defensa de la ciutat contra els otomans. Quan Tamerlà del Kanat de Txagatai es va dirigir a Anatòlia, Baiazet I va aixecar el setge per dirigir-se a la batalla d'Ankara, en la qual les forces de Tamerlà van derrotar a les forces de Baiazet, que fou capturat. Tamerlà va morir el 1405 i tres dels fills de Baiazet que van quedar vius després de la batalla es repartien, cap al 1410, les regions romanents de l'imperi i van començar a lluitar entre ells. El més gran, Süleyman Çelebi, governava el nord de Grècia, Bulgària i Tràcia. El seu germà Isa Çelebi governava Grècia i la part més occidental d'Anatòlia, però, aquest últim va ser enderrocat pel seu mig-germà petit Mehmet Çelebi i expulsat de la seva capital a Bursa el 1404. Süleyman aprofitar l'ocasió per apoderar-se també del sud de Grècia, mentre Mehmet regia Anatòlia. Mehmet va enviar al seu germà petit Musa a travessar el mar Negre amb un gran exèrcit per expulsar Suleiman. Musa va vèncer Suleiman a Bulgària el 1410, i aquest últim es va veure forçat a retirar-se al sud de Grècia. Musa es va proclamar llavors sultà. Mehmed va enfurir i va enviar un petit exèrcit a Gal·lípoli, on va ser derrotat. Davant aquesta circumstància, Mehmet es va aliar amb Manuel II Paleòleg, que pel tractat de Gal·lípoli signat amb Süleyman van poder recuperar Tessalònica i bona part del Peloponès, i tres anys més tard va enviar un exèrcit que va derrotar completament a Musa a Kamerlu, Sèrbia. Després d'aquesta victòria, va ser fàcil per Mehmed enderrocar el seu últim germà que estava a Grècia, i convertir-se en sultà. Manuel, acabat el perill, va apartar del poder a Joan VII, cosa que ell va acceptar.

### La recuperació d'antics estats romans d'Orient
El 1407 va morir el seu germà Teodor I, que no va deixar hereus, i el seu territori, el Despotat de Morea va passar a mans de Manuel. L'estiu del 1408, Manuel va nomenar dèspota de Morea el seu fill segon, Teodor II. El setembre va morir el seu germà Joan VII, també sense deixar hereus, ja que el seu fill, Andrònic V Paleòleg, havia mort l'any abans. L'emperador va donar al seu tercer fill Andrònic Paleòleg (1408-1423) el títol que havia tingut Joan VII, dèspota de Tessalònica. A començaments del 1409 Manuel va tornar a Constantinoble amb l'esperança de recuperar el poder sobre tots els antics territoris romans d'Orient.

### El setge del 1422
Els somnis de Manuel es van veure capgirats amb la mort de Suleyman el 1411 per ordre del seu germà Musa I, que es va imposar sobre els territoris europeus., Manuel es va aliar el 1413 a Muhàmmad (Mehmet I), un altre fill de Baiazet, al qual intuïa com el més probable successor, i així fou, ja que es va imposar finalment el 1415 sobre Musa, amb ajut de Manuel. En recompensa, Mehmet va cedir a Manuel diverses ciutats a la costa de l'Euxí, Tessalònica i el seu territori, i diversos districtes al Peloponès. Això va provocar la ira de Murat II, que va fer un altre setge de Constantinoble (1422) amb la meitat del seu exèrcit i va enviar l'altra meitat a assetjar Tessalònica. Manuel va enviar ambaixades demanant als reis europeus i Sigimon, que havia estat derrotat pels otomans en la darrera crida (1396), va acceptar l'oportunitat de cobrar-se venjança, però llavors van sorgir guerres a Bohèmia i li fou impossible acudir a la cita. El 1423 Manuel va patir un ictus i la seva salut va anar empitjorant fins que va morir el 1425 als 77 anys i el va succeir el seu fill Joan VIII Paleòleg, que ja estava associat al govern des del 1419.
Mentre va durar la guerra entre els fills de Baiazet per la successió (1411-1415), el regnat de Manuel fou tranquil i va aprofitar per casar els seus fills. Va enviar delegats al concili de Constança amb instruccions per la unió de les esglésies, unió que, segons l'historiador Jordi Franza, contemporani de Manuel, oferia com a mitjà per fer fora el perill otomà, però que no desitjava.

## Obra com a escriptor
A Manuel li agradava escriure i se'n conserven algunes obres seves: cartes, poemes, una hagiografia, tractats de teologia i de retòrica, un epitafi dedicat al seu germà Teodor I Paleòleg i un espill de prínceps per aconsellar al seu fill Joan. Aquest espill té un valor especial perquè va ser el darrer exemple d'aquest gènere literari escrit en grec.
El papa Benet XVI durant un discurs pronunciat a la Universitat de Ratisbona el setembre del 2006 sobre el tema de la fe i la raó va citar un fragment de l'obra de Manuel titulada Diàlegs amb un persa:

| « | Ensenya'm allò que Mahoma ha aportat de nou i veuràs que les coses dolentes i inhumanes, com el seu manament de difondre per l'espasa el que predica... (perquè) a Déu no li plau el vessament de sang i no actuar raonablement és aliè a Déu | » |

Això va ser el començament d'una controvèrsia, i es va interpretar com una crítica al jihad.

## Matrimoni i descendència
Als 42 anys Manuel II es va casar amb Helena Dragaš, filla del príncep serbi Constantí Dragaš. Van tenir els següents fills:
- Una filla, esmentada com la primogènita, però de nom desconegut, potser una confusió amb Isabella Paleòloga, una fila il·legítima de Manuel II que es va casar amb Ilario Doria.
- Constantí Paleòleg, nascut c. 1393/8 i mort abans del 1405 a Monemvasia.[37]
- Joan VIII Paleòleg, nascut el 18 de desembre del 1392, emperador de 1425 a 1448.
- Andrònic Paleòleg, senyor de Tessalònica.
- Una segona filla de nom desconegut.
- Teodor II Paleòleg, senyor de Morea.
- Miquel Paleòleg, nascut el 1406/7 i mort nen de malaltia el 1409/10.[37]
- Constantí XI, nascut el 1405, dèspota de Morea i després emperador romà d'Orient de 1448 a 1453.
- Demetri Paleòleg, nascut el 1407, dèspota de Morea.
- Tomàs Paleòleg, nascut vers el 1409, dèspota de Morea.